# Liriomyza subflavopicta
Liriomyza subflavopicta este o specie de muște din genul Liriomyza, familia Agromyzidae, descrisă de Mitsuhiro Sasakawa în anul 1998. Conform Catalogue of Life specia Liriomyza subflavopicta nu are subspecii cunoscute.